# Геп Дей
Геп Дей (англ. Hap Day; 14 червня 1901, Оуен-Саунд — 17 лютого 1990, Сент-Томас, Онтаріо) — канадський хокеїст, що грав на позиції захисника. Згодом — хокейний тренер, в активі якого п'ять перемог у розіграшах Кубка Стенлі протягом 1940-х років з «Торонто Мейпл-Ліфс».
Член Зали слави хокею з 1961 року. Провів понад 600 матчів у Національній хокейній лізі.

## Ігрова кар'єра
Хокейну кар'єру розпочав 1924 року виступами за команду «Торонто Сент-Патрікс» в НХЛ.
Протягом професійної клубної ігрової кар'єри, що тривала 15 років, захищав кольори команд «Торонто Мейпл-Ліфс» (капітан клубу з 1927 по 1937) та «Нью-Йорк Амеріканс».
Загалом провів 637 матчів у НХЛ, включаючи 51 гру плей-оф Кубка Стенлі.

## Тренерська робота
1940 року розпочав тренерську роботу в НХЛ, яка обмежилась з командою «Торонто Мейпл-Ліфс».

## Нагороди та досягнення
- Володар Кубка Стенлі в складі «Торонто Мейпл-Ліфс» — 1932 (як гравець); 1942, 1945, 1947, 1948, 1949 (як тренер).
- Учасник матчу усіх зірок НХЛ — 1947, 1948, 1949 (як тренер).
- Друга команда всіх зірок НХЛ — 1944 (як тренер).

## Статистика
| Сезон        | Клуб                   | Ліга         | Регулярний сезон | Регулярний сезон | Регулярний сезон | Регулярний сезон | Регулярний сезон | Плей-оф | Плей-оф | Плей-оф | Плей-оф | Плей-оф |
| Сезон        | Клуб                   | Ліга         | І                | Г                | П                | О                | ШХ               | І       | Г       | П       | О       | ШХ      |
| ------------ | ---------------------- | ------------ | ---------------- | ---------------- | ---------------- | ---------------- | ---------------- | ------- | ------- | ------- | ------- | ------- |
| 1924–25      | «Торонто Сент-Патрікс» | НХЛ          | 26               | 10               | 12               | 22               | 27               | —       | —       | —       | —       | —       |
| 1925–26      | «Торонто Сент-Патрікс» | НХЛ          | 36               | 14               | 2                | 16               | 26               | —       | —       | —       | —       | —       |
| 1926–27      | «Торонто Мейпл-Ліфс»   | НХЛ          | 44               | 11               | 5                | 16               | 50               | —       | —       | —       | —       | —       |
| 1927–28      | «Торонто Мейпл-Ліфс»   | НХЛ          | 27               | 9                | 8                | 17               | 48               | —       | —       | —       | —       | —       |
| 1928–29      | «Торонто Мейпл-Ліфс»   | НХЛ          | 44               | 6                | 6                | 12               | 85               | 4       | 1       | 0       | 1       | 4       |
| 1929–30      | «Торонто Мейпл-Ліфс»   | НХЛ          | 43               | 7                | 14               | 21               | 77               | —       | —       | —       | —       | —       |
| 1930–31      | «Торонто Мейпл-Ліфс»   | НХЛ          | 44               | 1                | 13               | 14               | 56               | 2       | 0       | 3       | 3       | 7       |
| 1931–32      | «Торонто Мейпл-Ліфс»   | НХЛ          | 47               | 7                | 8                | 15               | 33               | 7       | 3       | 3       | 6       | 6       |
| 1932–33      | «Торонто Мейпл-Ліфс»   | НХЛ          | 47               | 6                | 14               | 20               | 46               | 9       | 0       | 1       | 1       | 21      |
| 1933–34      | «Торонто Мейпл-Ліфс»   | НХЛ          | 48               | 9                | 10               | 19               | 35               | 5       | 0       | 0       | 0       | 6       |
| 1934–35      | «Торонто Мейпл-Ліфс»   | НХЛ          | 45               | 2                | 4                | 6                | 38               | 7       | 0       | 0       | 0       | 4       |
| 1935–36      | «Торонто Мейпл-Ліфс»   | НХЛ          | 44               | 1                | 13               | 14               | 41               | 9       | 0       | 0       | 0       | 8       |
| 1936–37      | «Торонто Мейпл-Ліфс»   | НХЛ          | 48               | 3                | 4                | 7                | 20               | 2       | 0       | 0       | 0       | 0       |
| 1937–38      | «Нью-Йорк Амеріканс»   | НХЛ          | 43               | 0                | 3                | 3                | 14               | 6       | 0       | 0       | 0       | 0       |
| Усього в НХЛ | Усього в НХЛ           | Усього в НХЛ | 586              | 86               | 116              | 202              | 596              | 51      | 4       | 7       | 11      | 56      |

## Тренерська статистика
| Команда | Сезон   | Регулярний сезон | Регулярний сезон | Регулярний сезон | Регулярний сезон | Регулярний сезон | Регулярний сезон | Плей-оф                  |
| Команда | Сезон   | І                | В                | П                | Н                | О                | Результат        | Результат                |
| ------- | ------- | ---------------- | ---------------- | ---------------- | ---------------- | ---------------- | ---------------- | ------------------------ |
| ТОР     | 1940–41 | 48               | 28               | 14               | 6                | 62               | 2-е in НХЛ       | програш у першому раунді |
| ТОР     | 1941–42 | 48               | 27               | 18               | 3                | 57               | 2-е в НХЛ        | Здобули Кубок Стенлі     |
| ТОР     | 1942–43 | 50               | 22               | 19               | 9                | 53               | 3-тє в НХЛ       | програш у першому раунді |
| ТОР     | 1943–44 | 50               | 23               | 23               | 4                | 50               | 3-тє в НХЛ       | програш у першому раунді |
| ТОР     | 1944–45 | 50               | 24               | 22               | 4                | 52               | 3-тє в НХЛ       | Здобули Кубок Стенлі     |
| ТОР     | 1945–46 | 50               | 19               | 24               | 7                | 45               | 5-те в НХЛ       | не вийшли                |
| ТОР     | 1946–47 | 60               | 31               | 19               | 10               | 72               | 2-е в НХЛ        | Здобули Кубок Стенлі     |
| ТОР     | 1947–48 | 60               | 32               | 15               | 13               | 77               | 1-ше в НХЛ       | Здобули Кубок Стенлі     |
| ТОР     | 1948–49 | 60               | 22               | 25               | 13               | 57               | 4-те в НХЛ       | Здобули Кубок Стенлі     |
| ТОР     | 1949–50 | 70               | 31               | 27               | 12               | 74               | 3-тє в НХЛ       | програш у першому раунді |
| Усього  | Усього  | 546              | 259              | 206              | 81               |                  |                  |                          |